# Koryo (Tanzania)
Komuge è una circoscrizione rurale (rural ward) della Tanzania situata nel distretto di Rorya, regione del Mara. Conta una popolazione di 13 651 abitanti (censimento 2012).